# Özge Bayrak
Özge Bayrak (* 14. Februar 1992) ist eine türkische Badmintonspielerin.

## Karriere
Özge Bayrak wurde bei den Turkey International 2009 Zweite und bei den Turkey International 2010 Dritte. 2011 siegte sie unter anderem bei den Uganda International, Suriname International, Kenya International und den South Africa International.

## Sportliche Erfolge
| Saison | Veranstaltung                          | Disziplin   | Platz | Name                         |
| ------ | -------------------------------------- | ----------- | ----- | ---------------------------- |
| 2009   | Türkei: Internationale Meisterschaften | Damendoppel | 2     | Özge Bayrak / Li Shuang      |
| 2010   | Türkei: Internationale Meisterschaften | Damendoppel | 3     | Özge Bayrak / Cemre Fere     |
| 2010   | Slovenian International                | Damendoppel | 2     | Özge Bayrak / Ebru Tunalı    |
| 2011   | Junioreneuropameisterschaft            | Dameneinzel | 3     | Özge Bayrak                  |
| 2011   | Uganda International                   | Damendoppel | 1     | Özge Bayrak / Öznur Çalışkan |
| 2011   | South Africa International             | Dameneinzel | 1     | Özge Bayrak                  |
| 2011   | Kenya International                    | Damendoppel | 1     | Özge Bayrak / Neslihan Yiğit |
| 2011   | Kenya International                    | Dameneinzel | 1     | Özge Bayrak                  |
| 2011   | Suriname International                 | Damendoppel | 1     | Özge Bayrak / Neslihan Yiğit |
| 2011   | Suriname International                 | Dameneinzel | 1     | Özge Bayrak                  |
| 2011   | Slovak International                   | Damendoppel | 2     | Özge Bayrak / Neslihan Yiğit |
| 2013   | Mittelmeerspiele                       | Damendoppel | 1     | Özge Bayrak / Neslihan Yiğit |
| 2013   | Mittelmeerspiele                       | Dameneinzel | 2     | Özge Bayrak                  |
| 2014   | Greece International                   | Damendoppel | 1     | Özge Bayrak / Neslihan Yiğit |
| 2015   | Iran Fajr International                | Damendoppel | 1     | Özge Bayrak / Neslihan Yiğit |
| 2025   | Italian Open                           | Dameneinzel | 1     | Özge Bayrak                  |